# Банлевел (Северна Каролина)
Банлевел (енгл. Bunnlevel) насељено је место без административног статуса у америчкој савезној држави Северна Каролина.

## Демографија
По попису из 2010. године број становника је 552.
| Група             | 2000.    | 2010.       |
| Белци             | 0 (0,0%) | 275 (49,8%) |
| Афроамериканци    | 0 (0,0%) | 226 (40,9%) |
| Азијати           | 0 (0,0%) | 0 (0,0%)    |
| Хиспаноамериканци | 0 (0,0%) | 18 (3,3%)   |
| Укупно            | 0        | 552         |